# Ilisia graphica
Ilisia graphica là một loài ruồi trong họ Limoniidae. Chúng phân bố ở miền Tân bắc.